# Гипербулия
Гипербули́я (др.-греч. ὑπέρ — над, сверху + βουλή — воля) — болезненное усиление интенсивности влечений и увеличение их количества, а также побуждений и мотивов к деятельности с быстрой их изменчивостью и импульсивным стремлением к незамедлительному достижению цели.

## Основная информация
В результате быстрой замены одних целей другими часто дела остаются незавершёнными. Характерна повышенная порывистость, подвижность, инициативность. Повышена потребность в общении. Часто больные разговорчивы, во всё вмешиваются, совершают многочисленные покупки, предлагают и пытаются осуществить различные преобразования на работе и дома. Для повышенной волевой активности характерно растормаживание природных влечений: повышение пищевого инстинкта (булимия), повышение полового инстинкта, повышение родительского инстинкта, инстинкта самосохранения. Эти люди способны к убийству, для них характерна частая смена мест жительства, гиперкинез, ускоренная речь.

## Болезни, при которых встречается гипербулия
Чаще наблюдается при маниакальной фазе биполярного аффективного расстройства и сочетается с гипертимией и ускоренным процессом мышления, образуя маниакальный синдром. Также гипербулия встречается при гипертимическом типе психопатии (в настоящее время этот диагноз упразднен, а гипертимные личности считаются здоровыми, см. МКБ-10), паранойе и эретичной олигофрении. Описаны случаи гипербулии при шизофрении (однако эта болезнь часто приводит к абулии по мере прогрессирования), синдроме Крамера — Полльнова (при котором гипербулия сочетается с постоянными насильственными движениями и прогрессирущей деменцией, то есть слабоумием), хроническом эпидемическом энцефалите, эпилепсии, неврозах.
Иногда такое состояние бывает при параноидном синдроме. В ряде случаев гиперактивность приводит к истощению нервной системы и астеническому синдрому.